# Schelling

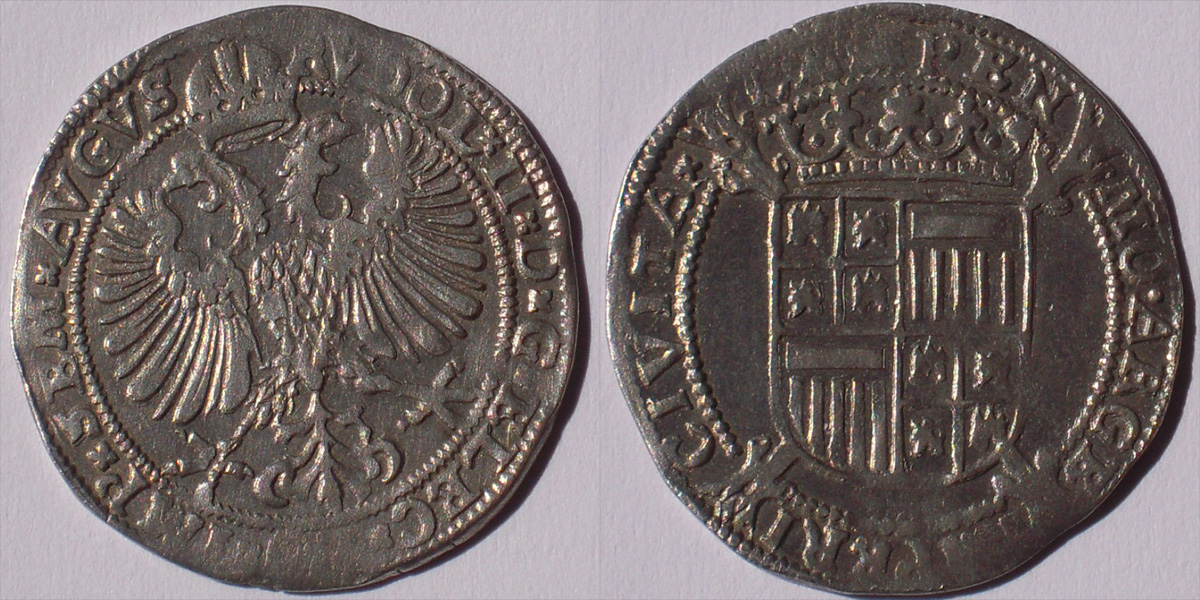
Arendschelling van zes stuivers, zilver, geslagen te Kampen ca. 1595.

Een schelling is een oude zilveren Nederlandse munt die een waarde had van zes stuivers en in Vlaanderen van twaalf groten of één twintigste van één livre.

## Etymologie
De schelling is al zeer oud en men gaat ervan uit dat deze afstamt van de Romeinse gouden solidus. De Germaanse volkeren gaven deze munt een eigen naam:  Gotisch skilliggs, Oudnoords skillingr, Oudengels Scilling en Oudhoogduits Schilling, gebaseerd op een werkwoord dat “snijden” of “verdelen” betekent, vgl. het Nederlandse woord  “schillen”.

## Geschiedenis
In de vroege middeleeuwen werd de schelling (solidus) vanwege goudschaarste een rekenmunt en maakte hij deel uit van het Karolingische muntsysteem, waarbij een 1 Karolingisch zilverpond (406½ g) gelijk was aan twintig schellingen (solidi) of 240 penningen (denarii). De Britse shilling was tot 1970 een officiële munt en de Oostenrijkse schilling heeft nog tot aan de invoering van de euro in 2001 als standaardmunteenheid dienstgedaan.

## Snaphaan- en arendschellingen
De eerste schelling die in de Nederlanden werd geslagen was de Gelderse ‘snaphaan’ van de Gelderse hertog Karel van Egmond in 1509, met de waarde van zes stuivers. Het was de eerste grote zilvermunt, die spoedig werd gevolgd door de Deventer arendschelling van 1523. Daarna verdween de schelling voor meerdere decennia uit productie.
In de Republiek der Nederlanden werden vanaf 1581 opnieuw schellingen geslagen met een waarde van zes stuivers. Er waren in diverse provincies verschillende typen in omloop: rijderschellingen, arendschellingen, roos- hoedjes- en snaphaanschellingen.
De snaphaanschelling was het eerste type schelling, geïntroduceerd door Gelderland, op basis van de hiervoor genoemde door Gelre geslagen snaphaan. Vanaf 1595 begon Kampen met een eigen type schelling dat de rijksadelaar en de keizersnaam weergaf: de arendschelling. Al spoedig volgden Nijmegen, Zwolle en Friesland. Deze schelling bleef beperkt tot Oost-Nederland, maar was ook in het Duitse achterland geliefd. Arendschellingen waren nog lang populair als “bakerschellingen”. De voor zijn waarde grote schelling was bij uitstek geschikt als gift bij kraamvisites om zo “een bakers hand behoorlijk te vullen”.

## Roosschelling

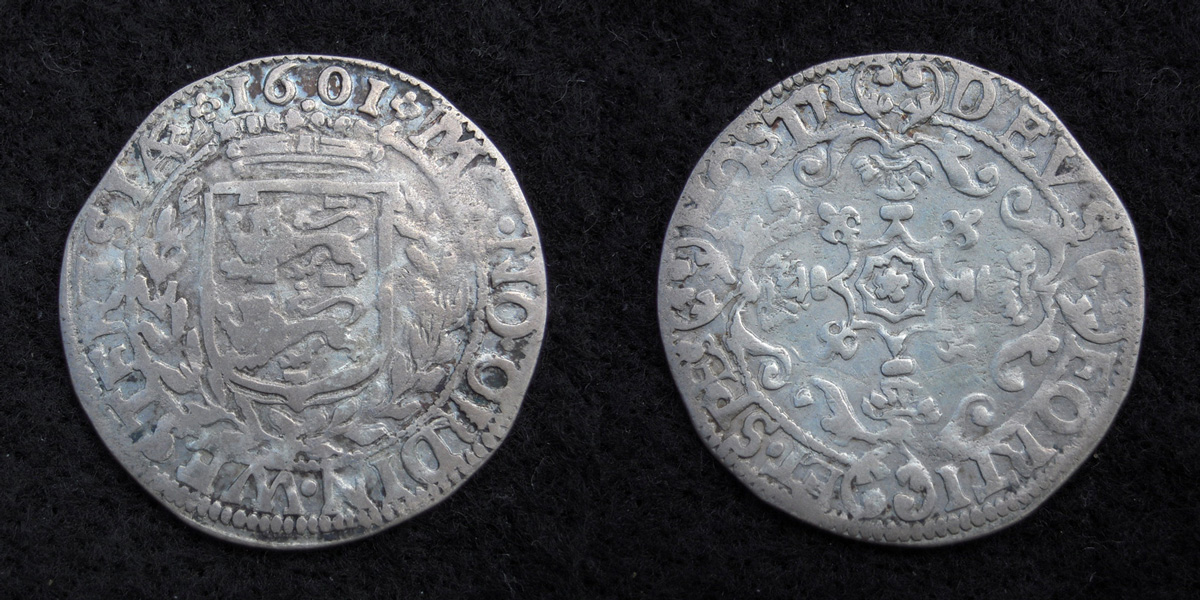
Roosschelling van West-Friesland, zilver, 1601, geslagen te Hoorn.

In 1601 werd de Arendschelling door de roosschelling opgevolgd. Deze schelling, ingevoerd door de provincie Holland in 1601, dankte zijn naam aan een roosje in het midden van een gebloemd kruis op de keerzijde van de munt. In datzelfde jaar werd het Hollandse initiatief gevolgd door de provincies Gelderland, Overijssel, Utrecht en Zeeland, het landschap West-Friesland en de stad Deventer. In Holland bleef de aanmunting van de roosschelling tot 1601 beperkt. In West-Friesland werd de roosschelling – zij het sporadisch – nog tot 1683 aangemunt. Evenals de arendschelling bevatte de roosschelling geen waardeaanduiding.

## Hoedjesschelling

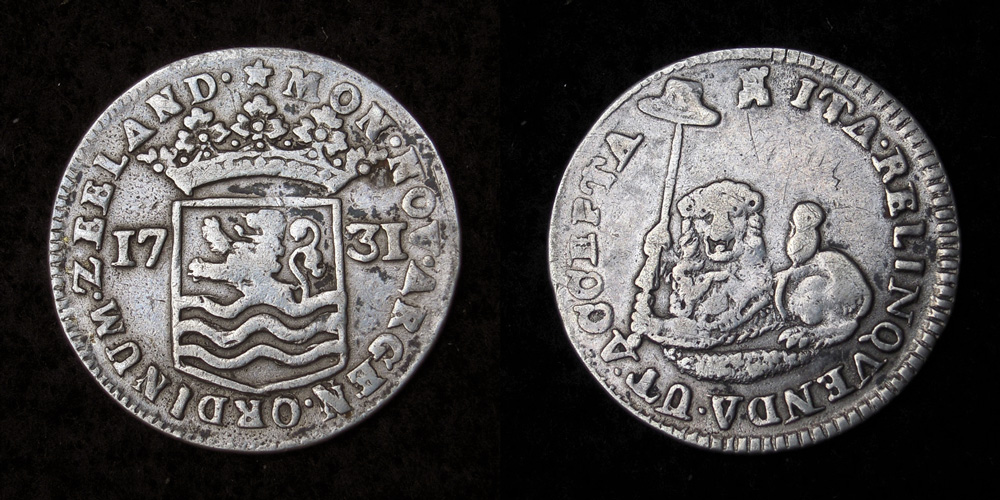
Hoedjesschelling van Zeeland, zilver, 1731, geslagen te Middelburg. De keerzijde toont een liggende leeuw die een speer vasthoudt met daarop een vrijheidshoed.

In de 17e eeuw werd in Zeeland een schelling geslagen die met name voor de handel op de Oost werd gebruikt. Deze munt werd hoedjesschelling genoemd vanwege de keerzijde van de munt met daarop een leeuw die een speer vasthield met op de punt een vrijheidshoed. Deze schellingen werden bijna uitsluitend geslagen voor de V.O.C.

## Scheepjesschelling

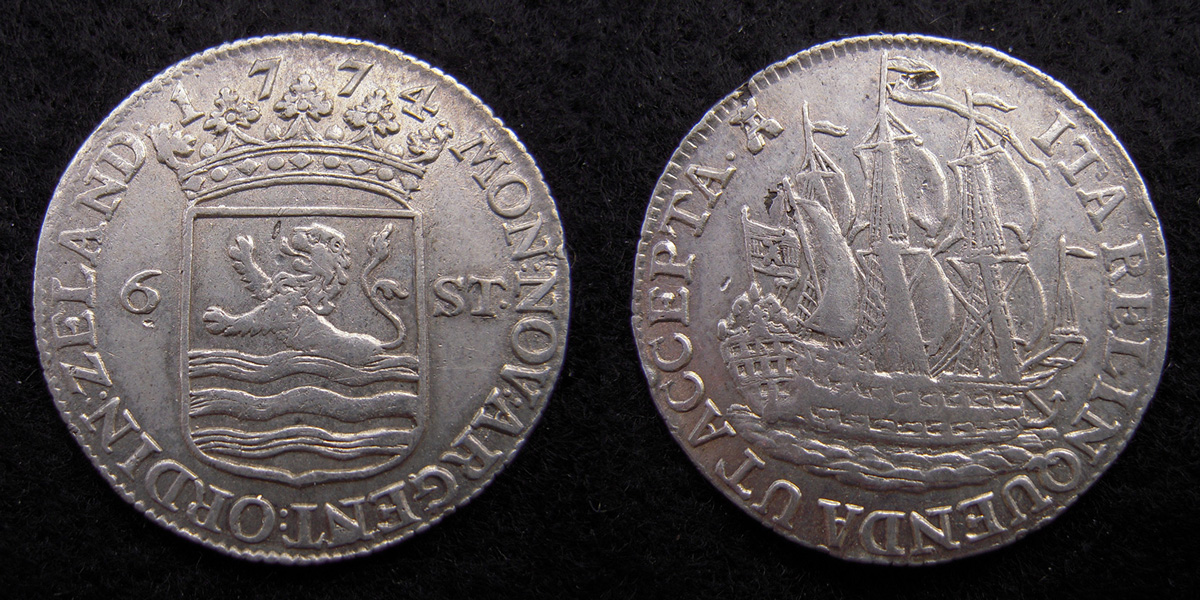
Scheepjesschelling van Zeeland, zilver, 1774, geslagen te Middelburg.

Op 9 november 1670 besloten de Staten van Holland tot een sanering, omdat er inmiddels te veel minderwaardige schellingen in omloop waren. De Statenvergadering besloot tot aanmunting van een schelling van betere kwaliteit, met op de voorzijde het provinciewapen en op de keerzijde een "een gemonteerd schip van oorloge". Men wilde met deze nieuwe schelling de status van de Republiek als zeevarende mogendheid benadrukken. 
Het ontwerp van het stempel was van Daniël Drappentier. Deze schelling met een zilvergehalte van 583/1000, al gauw scheepjesschelling genoemd, werd een succes omdat deze ook internationaal breed ingang vond en bovendien in de handel op de Oost zeer gewild bleek. Over de scheepjesschellingen ging het volksverhaal dat zij geslagen waren ter ere van de verovering van de Spaanse Zilvervloot. Dat was ongeloofwaardig, daar dat wapenfeit al meer dan 40 jaar voor de eerst geslagen scheepjesschelling had plaatsgevonden.
In de loop van de 18e eeuw gingen ook Utrecht, Zeeland en Gelderland, zij het aarzelend, over op aanmunting van de scheepjesschelling.

## Rijderschelling
In 1671 kreeg de Utrechtse muntmeester Adriaen van de Heyden toestemming van de Generaliteit om voor 100.000 gulden aan schellingen te slaan van een nieuw type: “Een heraut rijdende te paart met een zwaardt in de handen”. Na vertraging vanwege het rampjaar 1672 ging in 1675 de Munt te Utrecht van start met deze rijderschelling, ook wel ruiterschelling genaamd. Al snel volgden Gelderland, Friesland, Overijssel, Groningen en de rijkssteden Deventer,Kampen, Zwolle, Zutphen en Nijmegen. Hoewel alle muntmeesters zich moesten houden aan de Hollandse muntvoet, werd daar algauw de hand mee gelicht.
Door hun te lage gewicht werden deze rijderschellingen dus tegen een te hoge koers uitgegeven. Daardoor waren ze onbruikbaar voor de buitenlandse handel en enkel van nut voor binnenlands betalingsverkeer. In 1692 werd daarom besloten te stoppen met aanmunting van rijderschellingen. De schellingen van voor 1685 werden gewogen en kregen een klop (pijlenbundel) als het gewicht voldoende was. De ongeklopte rijderschellingen van na 1685 werden afgewaardeerd naar 5½ stuiver en stonden sindsdien bekend als “zesthalf”.
Rijderschellingen bleven ook na de Franse tijd in gebruik. Pas bij de geldsanering onder koning  Willem II  in de jaren 1845-1849 werden de laatste schellingen ingeleverd, waarvan vele na ca. 160 jaar in omloop tot volledig gladde muntplaatjes waren afgesleten.

### Zilveren rijderschelling van Utrecht (zes stuiver)

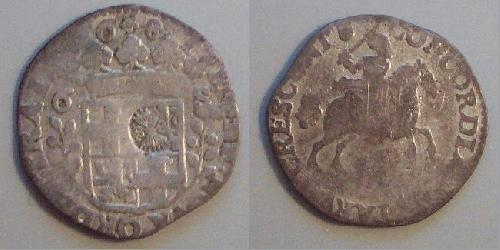
Zilveren rijderschelling van Utrecht (6 stuiver)

De afgebeelde zilveren rijderschelling van Utrecht (zes stuiver) is geklopt met een pijlenbundel en dateert uit 1681 met als muntmeesterteken een rozet. Het getoonde exemplaar is gevonden met een metaaldetector op een akker in de omgeving van Havelte (Drenthe).
- Voorzijde: Gekroond provinciewapen tussen '6' en 'S'.
- Omschrift: MONE.NOVA.ORDIN.TRAI (MONETA NOVA ORDINUM TRAIECTUM = nieuwe munt van de Staten van Utrecht). Jaartal en muntmeesterteken (1675-1677 lam met vaandel, 1679-1691 rozet).
- Keerzijde: Ridder met geheven zwaard te paard naar rechts.
- Omschrift: CONCORDIA RES PARVÆ CRESCUNT (kleine dingen groeien door eendracht) en wapen van Utrecht.
- Materiaal: zilver (gehalte 0,583).
- Gewicht: 4,95 g, later 4,71 g.